# Ernst Vits
Ernst August Vits (* 15. September 1868 in Rheydt; † 15. November 1939 in Berlin) war evangelischer Hof- und Domprediger in Berlin sowie Generalsuperintendent der Neumark und Niederlausitz.

## Leben
Ernst Vits wurde 1868 als jüngstes von fünf Kindern in Rheydt geboren. Seine Eltern waren der Landwirt und Seidenweber Wilhelm Vits (1828–1916) und Katharina, geb. Weyer, die 1875 starb.
Vits ging in Rheydt auf die Volks- und Realschule und danach auf das Gymnasium in Mönchengladbach. Nach dem Abitur studierte er in Halle (Saale) und Greifswald. Als Student wurde er Mitglied des  Hallenser und Greifswalder Wingolf.
1893 war er Pfarrverweser in Bremen an der St. Stephani-Gemeinde. Er wurde am 26. März 1894 ordiniert und war dann für die Evangelische Landeskirche der älteren Provinzen Preußens Pfarrer in Burgwaldniel, ab 1898 Pfarrer in Wichlinghausen, ab 1903 Pfarrer in Viersen und von 1908 bis 1912 Pfarrer in Düsseldorf. 1912 wurde er nach Berlin in das Amt des Hof- und Dompredigers berufen. Von 1914 bis 1925 war er Hausgeistlicher der Königin-Luise-Stiftung in Berlin-Dahlem; 1923 wurde er für zwei Jahre Leiter (Ephorus) des Domkandidatenstifts.
Am 27. Februar 1925 wurde er zum Generalsuperintendenten der Neumark und der Niederlausitz mit dem damit verbundenen Nebenamt eines Pfarrers an der Berliner St.-Matthäus-Gemeinde gewählt. Als solcher ordinierte er am 15. November 1931 Dietrich Bonhoeffer. Er war von seinem konservativen Standpunkt her ein früher Warner vor den Nationalsozialisten in der evangelischen Kirche. Im Oktober 1933 wurde er in den Ruhestand versetzt.

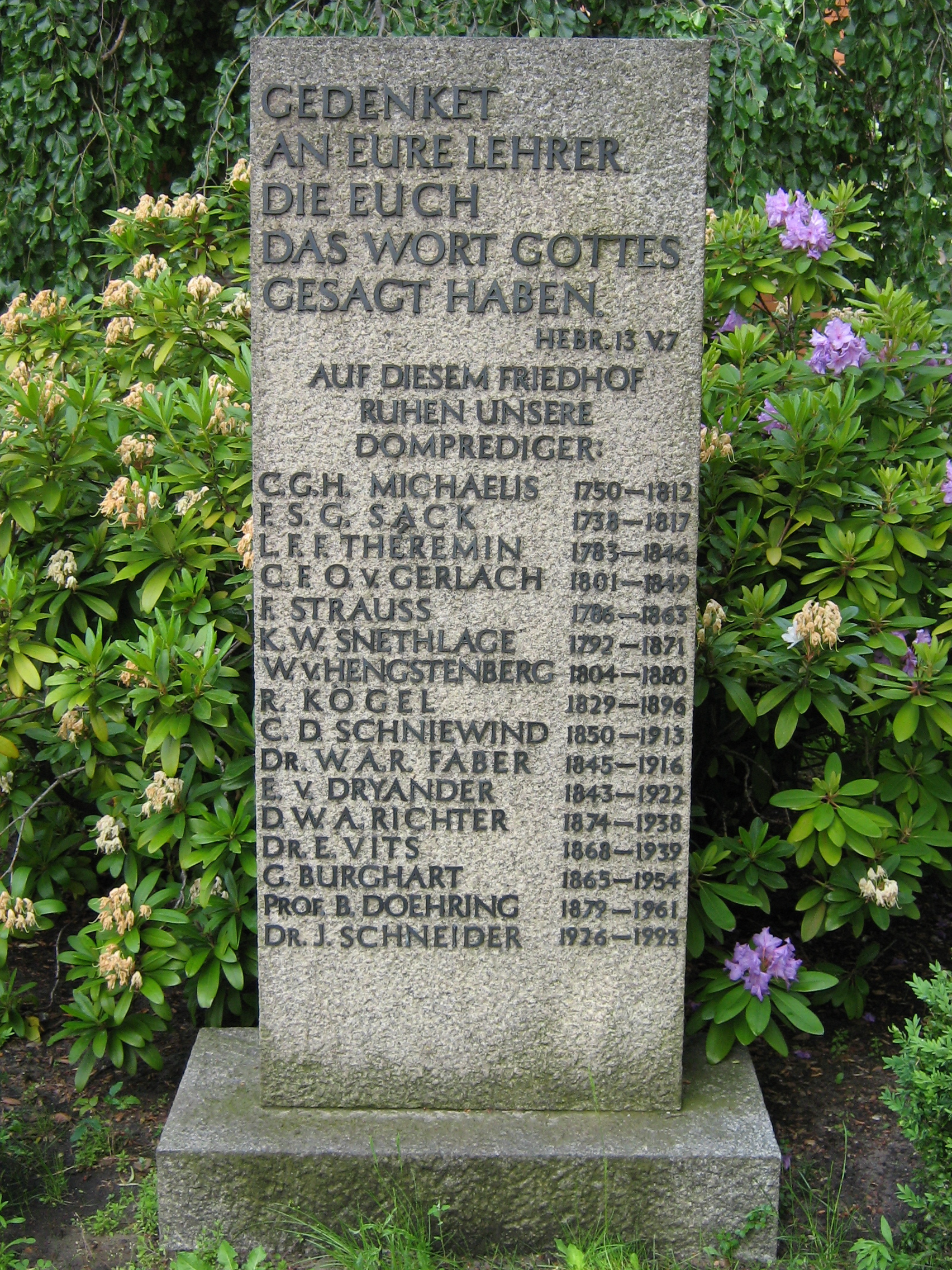
Gedenkstein auf dem Berliner Domfriedhof II

Er heiratete am 3. Juli 1894 Julie Schäfer aus Schwelm, die eine Tochter des Bankiers und Kirchmeisters Caspar Schäfer war. Mit ihr hatte er drei Söhne und drei Töchter, darunter den späteren Unternehmer Ernst Hellmut Vits. Ein Schwiegersohn war der evangelische Theologe Heinrich Grüber.

## Schriften (Auswahl)
- Neues Leben. 5 Predigten als Abschiedsgabe für die Evangelische Gemeinde Düsseldorf, Düsseldorf 1912
- Glaubenskampf und Glaubenssieg. Worte der Aufrichtung für Trauernde und Kämpfende von einem Mittrauernden und Mitkämpfenden, Berlin 1916.
- Welche besonderen Anregungen und Aufgaben erwachsen für die Zukunft dem kirchlichen Gemeindeleben aus den Erfahrungen des Krieges?, Berlin 1916